# Roveredo (Pocenia)
Roveredo (Lavorêt in friulano) è una frazione del comune di Pocenia nella provincia di Udine in Friuli-Venezia Giulia. È la seconda frazione del comune per numero di abitanti ed estensione superficiale, dopo Torsa.
Dal punto di vista economico è molto sviluppata l'attività agricolo-pastorale ed esistono realtà di ristorazione e agriturismo insieme ad alloggi; non mancano le aziende agricole di piccole o medie proprietà.

## Geografia fisica
Roveredo si estende nella bassa pianura friulana sud-occidentale ed è posizionata più o meno al centro del territorio comunale tra Pocenia e Torsa. Dal punto di vista paesaggistico-faunistico nel paese si trova il parco comunale dei fiumi Stella e Torsa che comprende un territorio di circa 334 ettari e visitabile, anche se solo parzialmente, tramite percorsi pedonali e ciclabili. A fianco della strada provinciale 43 vi è un impianto di biogas.

## Monumenti e luoghi d'interesse
Caratteristica la chiesa, dedicata alla Beata Vergine del Rosario, la cui costruzione risale a metà del XVII secolo e messa ad impianto nel XVI secolo, costruita con muratura mista. Nella facciata principale è presente un alto portale fiancheggiato da due finestre rettangolari. Sulla sommità si trova una monofora campanaria. L'interno è a semplice aula rettangolare.